# Bateria de Bagdá

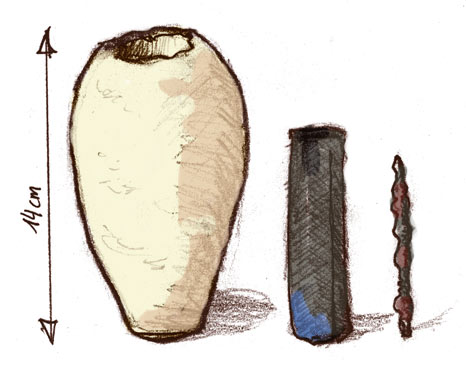
Desenho das três peças

Bateria de Bagdá é o nome comum aplicado a vários artefatos criados no tempo do Império Arsácida da Pérsia e descobertos provavelmente na vila de Khujut Rabu (próxima a Bagdá, Iraque) em 1936.
Tais artefatos receberam grande atenção no ano de 1938 quando Wilhelm König, arqueólogo alemão e diretor do Museu Nacional do Iraque, encontrou os objetos na coleção do museu e publicou um estudo, onde especula que jarros tenham sido um tipo de célula eletroquímica, possivelmente utilizada para a galvanoplastia.

## Características
A bateria é feita de um pequeno vaso de argila no qual reside um tubo de chapa de cobre, com diâmetro aproximado de 2,5 cm por 10 cm de comprimento; sua base é selada por um disco de cobre, de seu interior projeta-se uma barra de ferro, aparentemente corroída por ácido, com uma tampa de betume.
Sua origem e propósito permanecem obscuros. Wilhelm König foi assistente no Museu Nacional do Iraque na década de 1930. Ele havia observado uma série de objetos de prata muito finos do Antigo Iraque, revestidos com camadas muito finas de ouro e especulou que eles eram eletrogalvanizados. Em 1938, ele foi o autor de um artigo que cogitava a hipótese de que eles podem ter formado uma célula galvânica, talvez usada para eletrodeposição de ouro em objetos de prata. Esta interpretação é rejeitada pelos céticos.
Alguns acreditam que vinho, suco de limão, suco de uva ou vinagre foi usado como uma solução eletrolítica ácida para gerar uma corrente elétrica a partir da diferença entre os potenciais dos eletrodos de cobre e ferro.